# Edgemont Park
Edgemont Park é uma Região censo-designada localizada no estado americano de Michigan, no Condado de Ingham.

## Demografia
Segundo o censo americano de 2000, a sua população era de 2442 habitantes.

## Geografia
De acordo com o United States Census Bureau tem uma área de
2,2 km², dos quais 2,2 km² cobertos por terra e 0,0 km² cobertos por água.

## Localidades na vizinhança
O diagrama seguinte representa as localidades num raio de 12 km ao redor de Edgemont Park.